# Harold Lever, Baron Lever of Manchester
Norman Harold Lever, Baron Lever of Manchester (* 15. Januar 1914 in Manchester; † 6. August 1995 in London) war ein Barrister, Mitglied des Privy Council und Abgeordneter der Labour Party im Vereinigten Königreich.

## Leben
Harold Lever besuchte die Manchester Grammar School und University of Manchester, wo er Rechtswissenschaft studierte. Im Jahr 1935 erhielt er seine Zulassung zum Rechtsanwalt und wurde zum Mitglied des Middle Temple ernannt. Im Zweiten Weltkrieg diente er als Oberleutnant in der Royal Air Force. 1939 heiratete er seine erste Frau Ethel Sebrinski (geb. Samuel), löste die Ehe jedoch bald wieder auf. 1945 heiratete er Betty („Billie“) Featherman (geb. Wolfe), mit der er eine Tochter bekam. Betty starb bereits 1948. Im Jahr 1962 heiratete er Diane Bashi, mit der er drei weitere Töchter bekam.

## Politische Karriere
Lever zog 1945 als gewählter Abgeordneter für den damaligen Wahlkreis Manchester Exchange in das House of Commons ein und war von 1950 bis 1974 für den Wahlkreis Manchester Cheetham gewählter Abgeordneter. Sein Bruder Leslie Lever war gewählter Abgeordneter für den benachbarten Wahlkreis Manchester Ardwick. Er trieb die Einführung des Private Member's Bill voran, der 1952 im Rahmen des Defamation Act eingeführt wurde.
Lever war 1967 Secretary of State für Wirtschaftsangelegenheiten, von 1967 bis 1969 Financial Secretary to the Treasury und von 1969 bis 1970 Paymaster General. Von 1970 bis 1974 gehörte er dem Schattenkabinett an und war dort von 1970 bis 1973 Vorsitzender des Public Accounts Committee.
Sein Sitz im Parlament wechselte von 1974 bis 1979 erneut, dieses Mal zum Wahlkreis Manchester Central. Nachdem die Labour Party nach der Wahl 1974 wieder an die Macht kam, bekleidete Lever von 1974 bis 1979 das Amt des Chancellor of the Duchy of Lancaster.

## Tätigkeiten in der Wirtschaft
Harold Lever war an einer Vielzahl von Stellen im Bankensektor sowie im journalistischen Umfeld tätig. Er war seit 1971 Präsident der London School of Economics und von 1973 bis 1986 Präsident der English-Speaking Union. Er war darüber hinaus von 1974 bis 1982 Kurator des Royal Opera House und von 1975 bis 1987 Member of the Court der Universität in Manchester. Von 1981 bis 1987 war er Ehrenmitglied und Vorsitzender Kurator der Royal Academy of Arts.

## Auszeichnungen
Lever erhielt Ehrendoktortitel in Jura, Wissenschaft, Literatur und Technologie und bekam 1979 das Großkreuz der Bundesrepublik Deutschland verliehen.

## Weiteres Wirken
Lever wurde 1969 zum Privy Counsellor ernannt und begründete im Jahr 1979 den Peer auf Lebenszeit Baron Lever of Manchester of Cheetham in the City of Manchester. Als Peer und erfahrener Staatsmann schlichtete er 1980 erfolgreich den Stahlstreik, eine der bis dahin am längsten andauernden Streitigkeiten der britischen Industriegeschichte. 1983 war er Teil des aus sechs Privy Counsellors bestehenden Franks Committee, das als Untersuchungsausschuss den Falklandkrieg untersuchte. 1984 war er Vorsitzender der Kommission der Premierminister des Commonwealth, welche die sich entwickelnde weltweite Schuldenkrise analysierte und bewertete. Im darauf folgenden Jahr 1985 schrieb er gemeinsam mit anderen Autoren das Buch Debt and Danger, das empfahl, den Entwicklungsländern ihre Schulden zu erlassen, die ihre fragile Wirtschaft lähmten.
Seine dort beschriebene Strategie wurde von den G7 im Jahr 2005, also ein Jahrzehnt nach seinem Tod, übernommen.

## Veröffentlichungen
- Harold Lever: Accountability. In: London Review of Books. Band 3, Nr. 5, 19. März 1981, ISSN 0260-9592, S. 13 (englisch, lrb.co.uk [abgerufen am 19. August 2011]).
- Harold Lever et al.: The Debt crisis and the world economy. report by a Commonwealth group of experts. Commonwealth Secretariat, London 1985, ISBN 0-85092-260-7 (englisch).
- Harold Lever; Christopher Huhne: Debt and danger. the world financial crisis. Atlantic Monthly Press, Boston 1986, ISBN 0-87113-067-X (englisch).
- Alan A. Tait; Harold Lever; Christopher Huhne; Stephen Marris: Review of Debt & Danger. The World Financial Crisis Review of Deficits and the Dollar: The World Economy at Risk. In: Journal of Public Policy. Band 6, 1, Januar–März, 1986, ISSN 0143-814X, S. 97–99 (englisch).
- M. J. Grieve; Harold Lever; Christopher Huhne: Review of Debt & Danger. The World Financial Crisis. In: International Affairs (Royal Institute of International Affairs 1944–). Band 62, 3, Sommer, 1986, ISSN 0020-5850, S. 517–518 (englisch).
- Harold Lever et al.: Recent Studies of the Latin American Debt Crisis Review of Towards Renewed Growth in Latin America. In: Latin American Research Review. Band 23, Nr. 3, 1988, ISSN 0023-8791, S. 170–179 (englisch).